# Opisthodonta curticirris
Opisthodonta curticirris är en ringmaskart som beskrevs av Hartmann-Schröder 1983. Opisthodonta curticirris ingår i släktet Opisthodonta och familjen Syllidae. Inga underarter finns listade i Catalogue of Life.